# SN 2004fx
SN 2004fx – supernowa typu II odkryta 7 listopada 2004 roku w galaktyce M-02-14-03. W momencie odkrycia miała maksymalną jasność 16,90m.